# Колли, Дэвид
Дэвид Джон Колли (англ. David John Colley; род. 15 марта 1947, Мосман, Новый Южный Уэльс) — австралийский крикетист.

## Биография

### Ранние годы
Родился 15 марта 1947 года в Мосмане, штат Новый Южный Уэльс, Австралия.

### Игровая карьера
На профессиональном уровне дебютировал в крикете в 1969 году, присоединившись к команде «Новый Южный Уэльс», с которой стал выступать в чемпионате Австралии.
8 июня 1972 года он впервые сыграл в матче за национальную сборную Австралии против команды Англии, став первым подающим от своей команды. Свой последний международный матч он провёл 13 июля того же года, вновь встретившись со сборной Англии. Всего за национальную команду Колли сыграл в трёх матчах серии Эшес, став первым резервным подающим команды.
В 1979 году Колли объявил об уходе из профессионального крикета.